# Peduncolo (architettura)

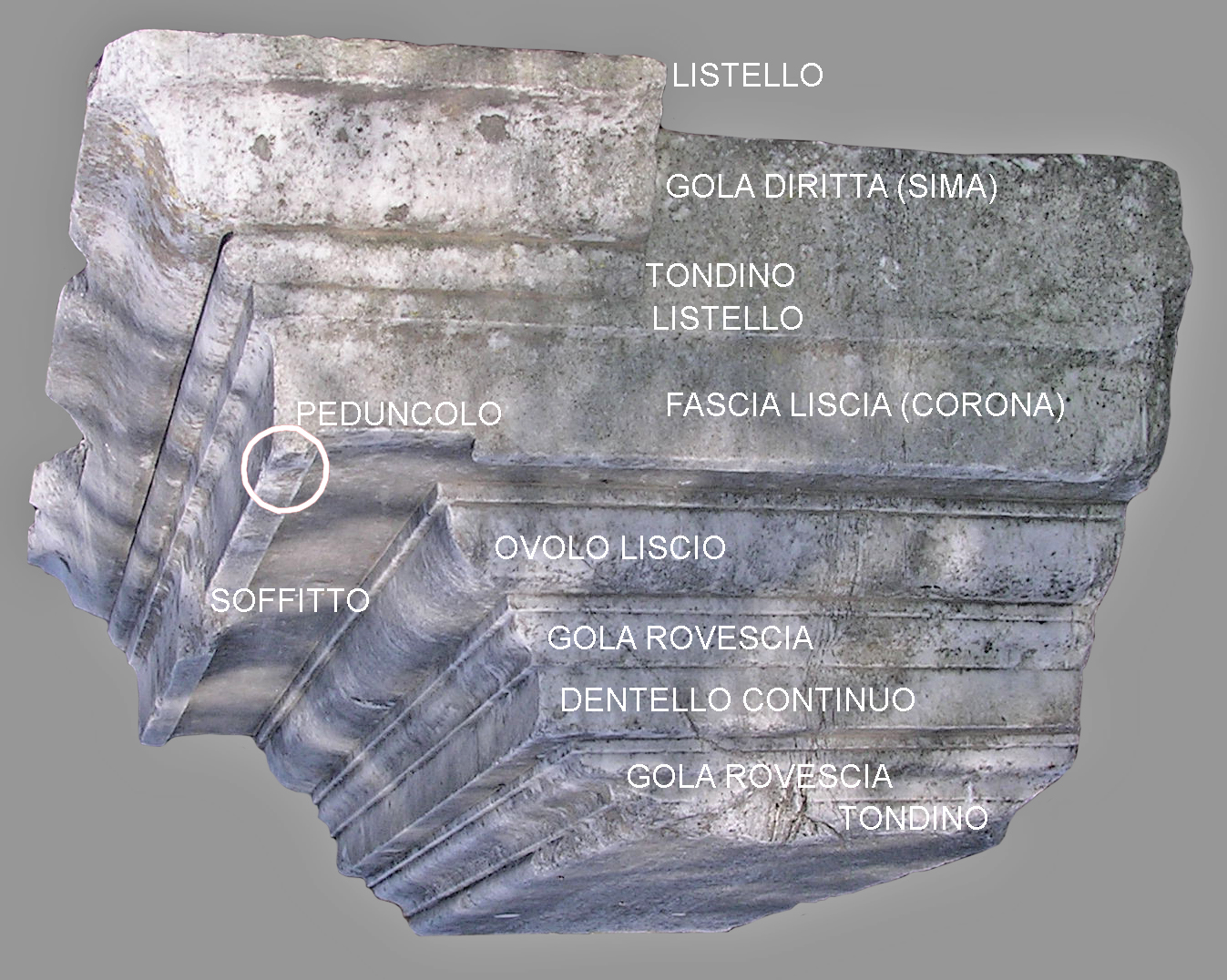
Il peduncolo in una cornice ionica liscia di epoca romana da Ostia.

Il peduncolo è un elemento dell'articolazione della cornice, intesa come parte della trabeazione negli ordini dell'architettura greca e romana.
Corrisponde al margine inferiore della "corona", che sporge verso il basso dalla superficie del "soffitto", il quale divide la parte superiore più sporgente dell'elemento, da quella meno sporgente.
Si trova nelle cornici ioniche, dotate di soffitto piano e da queste passò anche in qualche caso nelle cornici miste (con elementi dorici e ionici nel medesimo elemento) di epoca romana. Manca invece nelle cornici con mensole, tranne in alcuni casi, inseriti nella tradizione decorativa delle province orientali, in cui alla parte di soffitto sorretta dalle mensole, si aggiunge un'ulteriore sporgenza in forma di soffitto ionico, dotato regolarmente di peduncolo.
In origine aveva lo scopo di impedire lo scorrimento delle gocce di acqua piovana lungo la superficie del soffitto, rispondendo allo scopo di protezione di questa parte superiore della trabeazione.